# Eremophila retropila
Eremophila retropila är en flenörtsväxtart som beskrevs av Chinnock. Eremophila retropila ingår i släktet Eremophila och familjen flenörtsväxter. Inga underarter finns listade i Catalogue of Life.